# 大賀悳二
大賀 悳二（おおが とくじ、1893年7月1日-1964年2月24日）は、日本の工学者。専門は機械工学。特に、蒸気タービンの研究や伝熱工学理論で知られた。位階は正三位。室蘭工業大学元学長。北海道大学名誉教授。日本学術会議会員。岡山県出身。「大賀徳二」とも表記される。

## 来歴
岡山県出身。旧制岡山中学（現：岡山県立岡山朝日高等学校）、旧制第六高等学校を経て、1918年東京帝国大学工科大学機械工学科卒業。浅野造船所に入社。1922年文部省在外研究員としてアメリカやヨーロッパを留学。1925年北海道帝国大学工学部教授（原動機第一講座担当）。1952年北海道大学工学部長・同大学院工学研究科長。1956年北海道大学停年退官。同名誉教授。室蘭工業大学2代学長に就任。1960年室蘭工業大学を退官。北海道自動車短期大学自動車工業科客員教授。1961年北海道自動車短期大学を退職。玉川大学工学部教授に就任。1964年玉川大学在職中に心筋梗塞で逝去。1964年3月2日玉川大学工学部葬が営まれた。

## 叙位・叙勲
- 勲一等瑞宝章（1964年）
- 正三位（1964年）

## 業績
- 『熱力學と熱機關サイクル論』（岩波書店、1928年）
- 『傳熱諸論とその適用』（岩波書店、1931年）
- 『蒸気タービン及びガスタービン』（岩波書店、1937年）
- 『蒸汽タービン汎論』（北原出版、1943年）
- 『熱及熱力學通論』（アルス、1944年）
- 斎藤武と共著『工業熱力学通論』（日刊工業新聞社、1963年）

## 門下生
- 成松弥六 - 北海道大学名誉教授
- 森田曻 - 弘前大学名誉教授
- 坂本雅夫 - 工学院大学名誉教授
- 星光一 - 北海道大学名誉教授、元旭川工業高等専門学校校長
- 深沢正一 - 北海道大学名誉教授
- 斉藤武 - 北海道大学名誉教授
- 三箇清治 - 関西大学名誉教授
- 内藤正鄰 - 室蘭工業大学名誉教授
- 岡垣理 - 北海道大学名誉教授
- 奥田教海 - 室蘭工業大学名誉教授
- 谷口博 - 北海道大学、浙江大学名誉教授